# Tasa de supervivencia

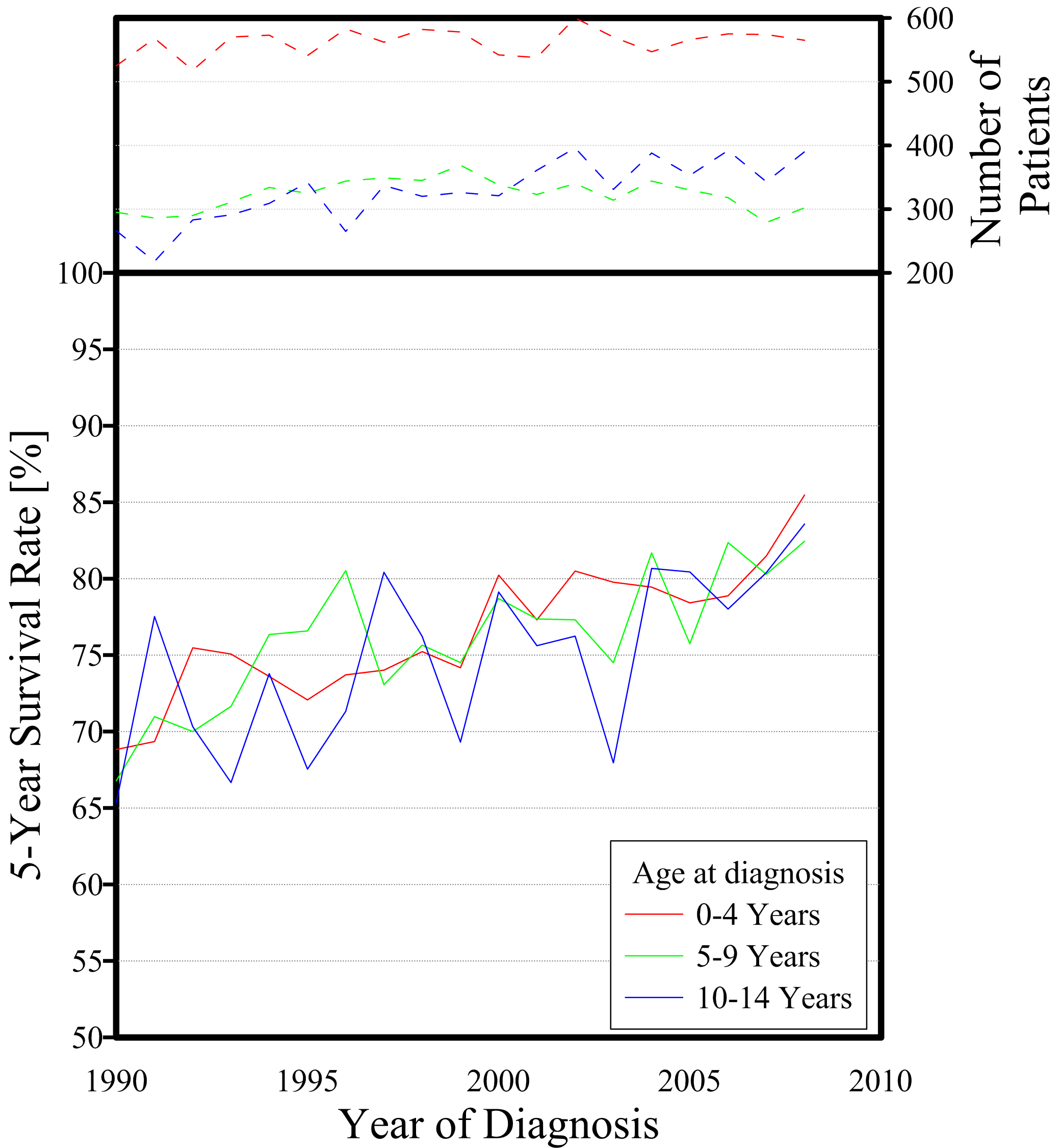
Tasas de supervivencia a 5 años de niños diagnosticados con cáncer

La tasa de supervivencia es el porcentaje de pacientes que viven un determinado tiempo después de que se les diagnostique una enfermedad. Este término se emplea principalmente en casos de enfermedades que tienen un mal pronóstico por ocasionar una elevada mortalidad en un período determinado, como ocurre en el caso del cáncer. Las tasas de supervivencia a cinco años se utilizan para establecer un criterio convencional para establecer el pronóstico.
El inverso de la tasa de supervivencia es la tasa de mortalidad.
Debido a que las tasas a cinco años se basan en pacientes diagnosticados e inicialmente tratados hace más de cinco años, es probable que ya no sean correctas en la actualidad. Las mejoras en los tratamientos con frecuencia dan como resultado un pronóstico más favorable para pacientes diagnosticados recientemente. 

## Tipos
La tasa de supervivencia puede ser de dos tipos:
- Tasa de supervivencia relativa o específica a cinco años: Excluye de los cálculos estadísticos a los pacientes que han fallecido debido a otras enfermedades, y se considera que es una manera más precisa de describir el pronóstico de los pacientes con tipos y etapas particulares de cáncer (aunque por fallecer por otra causa no implica que en ese periodo no hubiese podido morir de esa enfermedad en particular).

- Tasa de supervivencia global o actuarial a los cinco años: Se refiere al porcentaje de pacientes vivos después de cinco años, independientemente de la causa de muerte.

La tasa de supervivencia relativa también está definida como la tasa entre la supervivencia observada y la supervivencia esperada en la población general para la misma edad, el mismo sexo y el mismo país. Esto permite comparar tasas de supervivencia entre distintos países y es la utilizada en grandes bases de datos multinacionales, como SEER en EE. UU. o EUROCARE en Europa. Su estimación requiere disponer de las tablas de vida de la población correspondiente, y su interpretación se aproxima más a la supervivencia global que a la específica.